# Splettstoesser-Gletscher
Der Splettstoesser-Gletscher ist ein rund 56 km langer Gletscher im westantarktischen Ellsworthland. Er entwässert das Eisplateau unmittelbar südlich des Founders Escarpment und fließt in ostnordöstlicher Richtung durch die Heritage Range. Er mündet südlich der Founders Peaks und des Anderson-Massivs in den Minnesota-Gletscher.
Die Mannschaft der University of Minnesota, welche das Ellsworthgebirge zwischen 1961 und 1962 erkundete, benannte den Gletscher nach dem Geologen John Frederick Splettstoesser (1933–2016), einem Mitglied der Mannschaft.